# تلفزيون العراق - القناة الأولى
تلفزيون دولة العراق يعدّ أول بث تلفازي عربي، بدأ إرساله الأول في صيف عام 1957.

## تأسيسه
بدأت القصة عام 1956 حين حضرت شركة (باي) البريطانية للمشاركة في المعرض البريطاني التِّجاري في منطقة كرادة مريم ببغداد قرب الإذاعة، وكان من بين معروضاتها منظومة بث تلفازي باللَّونيْن الأسود والأبيض مع استديو تلفزيون، مما شَدَّ انتباه الملك فيصل الثاني الذي افتتح المعرض وطلب شراء المعدات من الشركة ونصبها في موقع الإذاعة في البنكلة التي صارت مقر تلفزيون بغداد الذي يعدُّ أقدم محطة تلفاز في الشرق الأوسط والوطن العربي في عام 1956، وجاءت الجزائر في المرتبة الثانية من الدول العربية التي تلت العراق، حيث بثت الجزائر أرسالها في نهاية شهر كانون الأول/ديسمبر عام 1956 بمصلحة بث محدودة الإرسال كانت تعمل ضمن المقاييس الفرنسية عندما كانت تحت سيطرة الاستعمار الفرنسي، ثم تلتها مصر في المرتبة الثالثة عام 1959.

## أول مدير لقناة عراقية
أختير عدنان أحمد راسم النعيمي مديراً لأول قناة عراقية، وكان قد حصل على شهادة الدبلوم في السمعية والبصرية وشهادة ماجستير في التربية الفنية من جامعة انديانا الأمريكية.

## مذيعون
- سعاد أحمد عزت
- إبراهيم الزبيدي
- أمل المدرس
- رشدي عبد الصاحب
- مقداد مراد
- نهاد نجيب
- ميسون البياتي[3]
- حنان عبد اللطيف
- ليلى محمد[4]
- قاسم نعمان السعدي
- زكية العطار
- أكرم محسن
- خيرية حبيب[5]
- مديحة معارج
- هناء الداغستاني
- جودت كاظم عزيز
- إقبال حامد
- خمائل محسن
- سهاد حسن
- سحر الأصيل
- ماجد الدروبي
- شمعون متي
- خالد العيداني
- سعد رشيد
- أحمد المختار (باللغة الإنجليزية)

## مخرجون
- جمال عبد جاسم.
- عبد الحليم الدراجي.
- محمود إبراهيم.
- غازي فيصل.[6]
- عمانوئيل رسام.

## مقدمو برامج

المنهاج العام لتلفزيون العراق 8 مايو 1957

- مؤيد البدري - برنامج الرياضة في أسبوع.[5]
- كامل الدباغ - برنامج العلم للجميع.[5]
- خيرية حبيب - برنامج عدسة الفن.[7]
- فرقد ملكو - برنامج نسمات من بلادي - برنامج أم الربيعين.[8]
- نسرين جورج - برنامج سينما الأطفال.
- خمائل محسن - برنامج زيارة.
- خالد جبر - برنامج المرسم الصغير.

فتوح مصطفى برنامج ركن البيت 1961
عبد السلام إبراهيم ناجي حلقات اسبوعية -من القاتل.1961

## ممثلون
- سليم البصري.
- سامي قفطان.[9]
- سهام السبتي.
- طالب الفراتي.
- حمودي الحارثي.
- خليل الرفاعي.
- سعدية الزيدي.
- فاطمة الربيعي.
- بهجت الجبوري.
- قاسم الملاك.
- محمد حسين عبد الرحيم.
- شذى سالم.
- سهى سالم.
- سلامة سالم.
- سمير حنا.

## اقرأ أيضًا
- قناة البغدادية
- مركز الإعلام الرقمي

## وصلات خارجية
- برنامج العلم للجميع على يوتيوب
- خيرية حبيب
- فرقد ملكو وبرنامج نسمات من بلادي
- المطالبة بإسترجاع أرشيف الكورد والتركمان